# Hudson Custom Six

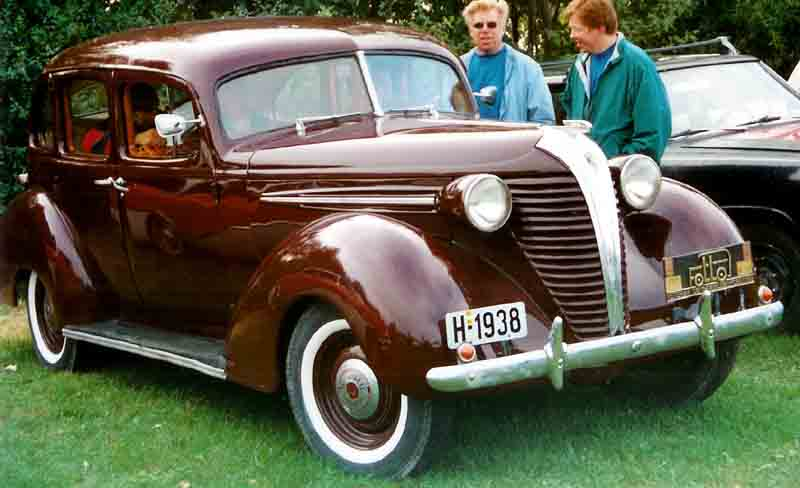
Hudson Custom Six Limousine 4 Türen Modell 83 (1938)

Der Hudson Custom Six bezeichnet eine Serie von Sechszylinder-Automobilen, die die Hudson Motor Car Co. in Detroit von 1936 bis 1938 fertigte. Er war der Nachfolger des Modells Big Six des Vorjahres und Hudsons preisgünstigste Modellreihe.
Das Modell 63 hatte einen Radstand von 3.048 mm und übernahm ansonsten die Daten des Vorjahresmodells Big Six: Angetrieben wurde er von einem Reihensechszylindermotor mit seitlich stehenden Ventilen, 3.474 cm³ Hubraum (Bohrung × Hub = 76,2 mm × 127 mm) und einer Leistung von 93 bhp (68,4 kW) bei 3.800/min. Optional war auch eine Ausführung mit 100 bhp (74 kW) bei 3.800/min. verfügbar. Über eine Einscheiben-Ölbadkupplung wurde die Motorkraft an ein Dreiganggetriebe (mit Mittelschaltung) und dann an die Hinterräder weitergeleitet. Die hydraulischen Bremsen waren in diesem Jahr neu und wirkten auf alle vier Räder. Ein halbautomatisches Vorwahlgetriebe war als Sonderausstattung verfügbar.
Wie bei den meisten anderen Hudson-Modellen dieses Jahrgangs gab es vorwiegend 2-türige Aufbauten, aber auch eine 4-türige Limousine.
1937 wuchs der Radstand beim Modell 73 um 2" auf 3.099 mm. Neu waren in diesem Jahr die vorne angeschlagenen Türen und der schmale, bis in die Motorhaube hineingezogene Kühlergrill. Der Motor leistete bei unverändertem Hubraum nun 101 bhp (75 kW) bei 4.000/min.
1938 wurden die Fahrzeuge erneut umgestaltet. Das Modell 83 hatte nun einen Kühlergrill mit verchromter Mittelrippe und horizontalen Stäben zu beiden Seiten. Das Modell 112 und der Terraplane lösten den Custom Six als preisgünstigstes Modell ab.
Im Folgejahr wurde der DeLuxe Six zu Gunsten des besser ausgestatteten Country Club Six eingestellt.